# Джонні Акоста
Джонні Акоста (ісп. Johnny Acosta, нар. 21 липня 1983, Сьюдад-Кесада) — костариканський футболіст, фланговий півзахисник клубу «Ріонегро Агілас» та національної збірної Коста-Рики.

## Клубна кар'єра
У дорослому футболі дебютував 2006 року виступами за команду клубу «Сантос де Гвапілес», в якій провів чотири сезони, взявши участь у 53 матчах чемпіонату.
Своєю грою за цю команду привернув увагу представників тренерського штабу клубу «Алахуеленсе», до складу якого приєднався 2010 року і з невеликою перервою грав до 2016 року, зігравши у понад 200 матчах за клуб. За цей час п'ять разів ставав чемпіоном країни. Крім цього частину 2013 року провів у Мексиці, де на умовах оренди захищав кольори клубу «Дорадос де Сіналоа».
У кінці серпня 2016 року контракт гравця з клубом був припинений, як повідомив «Алахуеленсе», за обопільною згодою сторін, хоча сам Акоста стверджував, що клуб розірвав договір в односторонньому порядку.
Кілька днів потому Акоста підписав контракт з клубом «Ередіано», де виступав півтора року, вигравши чемпіонат Верано 2016/17.
На початку 2018 року став гравцем колумбійського клубу «Ріонегро Агілас». Станом на 29 травня 2017 року відіграв за команду з Ріонегро 15 матчів в національному чемпіонаті.

## Виступи за збірну
30 березня 2011 року дебютував в офіційних матчах у складі національної збірної Коста-Рики в товариській грі проти Аргентини (0:0) у віці 29 років. Того ж року у складі збірної був учасником Золотого кубка КОНКАКАФ у США та Кубка Америки в Аргентині. На обох турнірах був основним гравцем, зігравши усі чотири та три матчі відповідно.
31 травня 2014 року був включений до заявки збірної для участі у тогорічному чемпіонаті світу у Бразилії. На «мундіалі» дебютував у 1/8 фіналу у матчі проти Греції, в якому вийшов на заміну на 77 хвилині і допоміг збірній після перемоги у серії пенальті пройти у чвертьфінал, де Акоста також зіграв, але костариканці поступились в серії пенальті Нідерландам і припинили виступи на турнірі.
На Кубку Америки 2016 року  у США провів всі три матчі групового етапу в основному складі і без замін, але збірна не вийшла в плей-оф. Натомість наступного року Акоста з командою став бронзовим призером Золотого кубка КОНКАКАФ 2017 року, що також пройшов у США, зігравши у 4 з 5 матчів збірної на турнірі
У травні 2018 року увійшов у заявку збірної на другий поспіль для себе чемпіонат світу 2018 року у Росії.
Наразі провів у формі головної команди країни 67 матчів, забивши 2 голи.

## Досягнення
- Чемпіон Коста-Рики: Інв'єрно 2010/11, Верано 2010/11, Інв'єрно 2011/12, Інв'єрно 2012/13, Інв'єрно 2013/14, Верано 2016/17
- Переможець Центральноамериканського кубка: 2014